# Lactarius zonarius
Lactarius zonarius é um fungo que pertence ao gênero de cogumelos Lactarius na ordem Russulales. Foi primeiramente descrito cientificamente em 1783. Encontrado na Europa e na América, é um fungo raro e não comestível.

## Descrição
O cogumelo possui uma coloração que vai do creme-amarelado ao creme-alaranjado, com marcas mais escuras em ocre, e mede de 4 a 16 cm. O interior é branco, carnudo, e produz um látex ao ser cortado. O cabo mede de 2 a 5 cm de comprimento, e de 1 a 2 cm de largura.